# 蒂尼茨赫格山

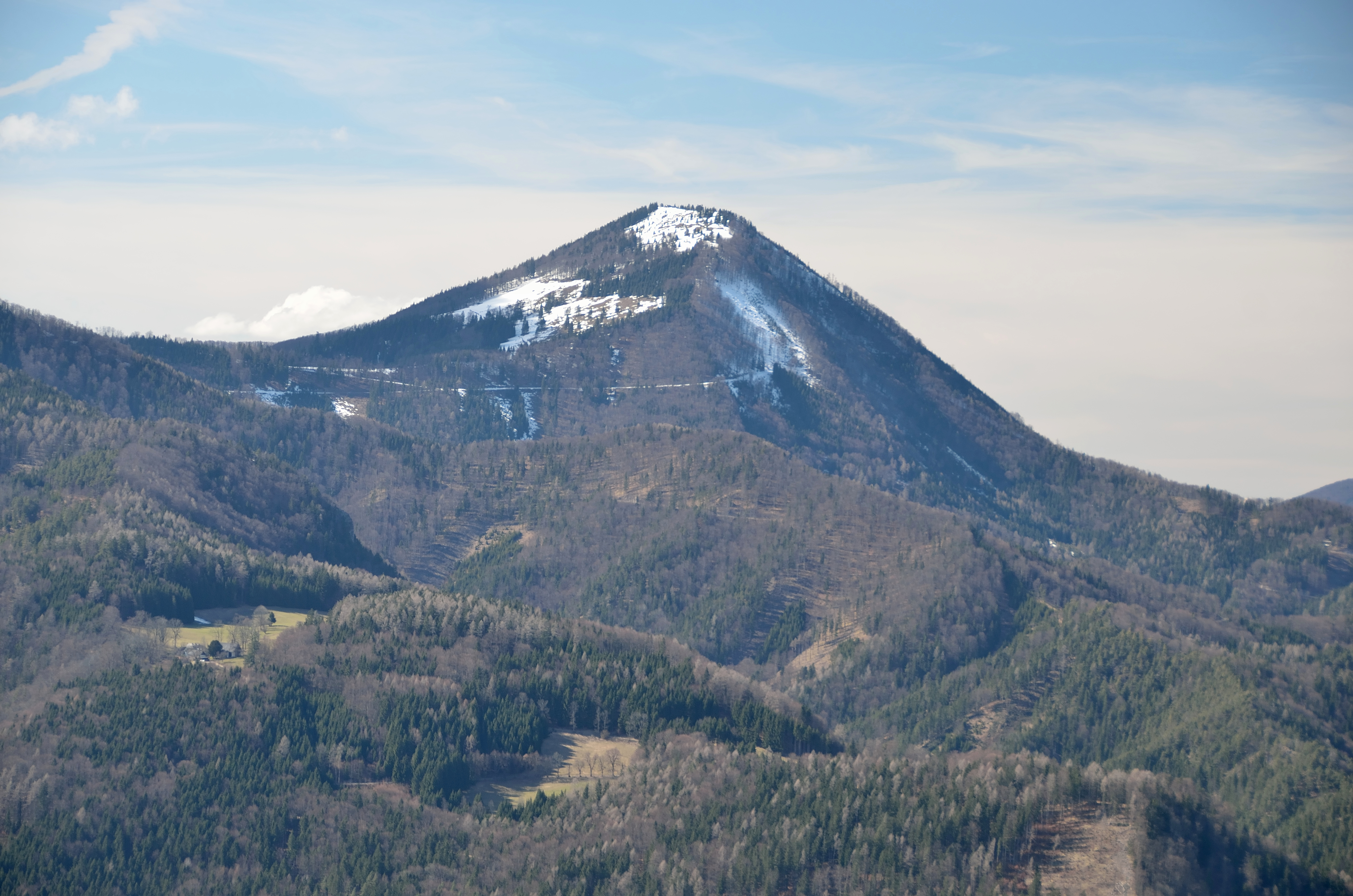

47°55′0″N 15°33′0″E / 47.91667°N 15.55000°E
蒂尼茨赫格山（德語：Türnitzer Höger），是奧地利的山峰，位於該國東北部，由下奧地利州負責管轄，屬於蒂爾尼茨阿爾卑斯山脈的一部分，距離賴薩爾佩山8.9公里，海拔高度1,372米。